# おぎやはぎのメガネびいき
『木曜JUNK おぎやはぎのメガネびいき』（もくようジャンク おぎやはぎのメガネびいき）は、TBSラジオ制作・全国5局ネットで放送されているラジオ番組。お笑いコンビのおぎやはぎ（小木博明・矢作兼）がパーソナリティを務める。
2006年10月6日放送開始。現在の放送時間は毎週金曜1:00 - 3:00（木曜深夜）。
番組名の「メガネびいき」は、おぎやはぎのファーストライブ名に由来している。

## 概要
2006年10月6日より、毎週金曜25:00 - 27:00（日本標準時土曜未明1:00 - 3:00）の金曜JUNK枠で放送開始。当初のタイトルは『金曜JUNK おぎやはぎのメガネびいき』（きんようジャンクおぎやはぎのメガネびいき）だった。また、基本的に生放送だった。前番組『極楽とんぼの吠え魂』は、出演者である極楽とんぼの山本圭一の不祥事で、吉本興業を解雇された結果、急遽終了しており（詳しくは『極楽とんぼの吠え魂』を参照）、おぎやはぎの2人は当初は山本復帰までの代打のつもりで出演していたとのこと。
2008年9月30日（通算105回）から火曜JUNK ZERO枠（24:00 - 25:00。一部を除きネット局は27:00 - 28:00）に移動（タイトルは『火曜JUNK ZERO おぎやはぎのメガネびいき』）となり、放送時間も1時間縮小となるが、ネット局は大幅に増加する。また、録音放送となった。
同年7月4日放送では番組冒頭で、2006年に『天才!!カンパニー』（日本テレビ系）の取材でドイツに訪れた際、ベルリンの壁に落書きした件 について謝罪を行った。
番組公式ウェブサイトは、当初「www.tbs.co.jp」サーバー内に存在していたが、2009年4月24日付で同じJUNK系放送枠の『金曜JUNK 加藤浩次の吠え魂』とともに「www.tbsradio.jp」サーバー内のブログへ移行した。
2010年4月8日（通算184回）より、木曜JUNK枠へ移動（冒頭タイトルに改題）。再び2時間の生放送となった。
メガネびいきの裏番組である、『ナインティナインのオールナイトニッポン』（ニッポン放送）や、その後継番組『ナインティナイン岡村隆史のオールナイトニッポン』（ニッポン放送）のことをおぎやはぎは『裏のライオン』と呼んでおり、時折話題に出している。2014年9月25日放送分のオープニングで『聞きながら実況したい。』と裏番組であるナイナイANNの最終回（当時）について触れると、リスナーからのメールによりナインティナインにその内容が伝わり、ナイナイは『ありがとうございます。裏で頑張ってください。』と当番組への感謝を述べ、裏番組同士が繋がる瞬間が垣間見えた。2018年9月27日放送分のオープニングで一部週刊誌で報じられた岡村隆史の熱愛報道について触れ『（岡村に）電話をかけたい』とコメントすると、リスナーからのメールにより岡村本人にその内容が伝わり、ニッポン放送側からTBSラジオに電話をかけ、局の垣根を越え約10分間に渡りおぎやはぎと岡村がクロストークを繰り広げるという前代未聞の事態が起こった。2020年10月22日放送分で、岡村隆史の結婚報道について触れ『（岡村に）電話をかけたい』とコメントすると、リスナーからのメールによりナインティナインにその内容が伝わり、ニッポン放送側からTBSラジオに電話をかけ、局の垣根を越え、おぎやはぎ・ナインティナイン、オールナイトニッポン側にゲスト出演していたaikoとのクロストークを繰り広げるという前代未聞の事態が再び起こった。
近畿広域圏のネット状況は、2008年秋からMBSラジオが「JUNK ZERO」枠を時差ネットすることで開始。2010年春に「JUNK」を同時ネットしているABCラジオに切り替え。2014年春にABCがネットを打ち切り、1年後の2015年春からラジオ関西が新たに「JUNK」をネットすることになり、現在に至る。
2012年2月23日のスペシャルウィーク企画「魔法小木おぎか☆オギダ」は、テレビアニメ『魔法少女まどか☆マギカ』のパロディ企画。同作品の折からの人気もあり、放送時間中にTwitterで話題となった言葉「Twitterトレンド」に「魔法小木」「オギプルギス」「メガネびいき」「おぎやはぎ」が登場するなど異常な盛り上がりで好評を博した。2012年3月22日の放送で「JUNK」木曜日で 初めて、『ナインティナインのオールナイトニッポン』を打ち破り同時間帯トップとなったことが報告された。同日の『岡村隆史のオールナイトニッポン』でも岡村隆史が「前回のスペシャルウィークがこっぴどい結果になりました」と発表した。それ以来、聴取率調査では、「オールナイトニッポン」とは、ほぼ互角の戦いを見せている。2012年11月15日の放送では、10月の聴取率調査（スペシャルウィーク）でJUNKが全時間帯で1位を達成したことが明らかになった。同時に当番組の聴取率が最高を記録したこともあわせて発表された。
同年8月2日、「ロンドンオリンピック」の体操競技で金メダルを獲得した内村航平について、AKB48・高橋みなみが「あれだけプレッシャーがすごい中で戦うのは、AKBの総選挙以上だと思う」と中日スポーツのインタビューでコメントしたこと を小木が「一緒にすんなって。そんだけすごいの総選挙？プレッシャーないでしょ、あんなの」などと「批判」した。この放送を聞いたAKB48ファンの小林よしのりが激怒し、ブログで「金メダリストを称えるための発言に対して、（小木の発言や同様の反応があったインターネット上の）いちいち揚げ足を取るこの風潮は、まさに最近のいじめの構図を内包している！」「世の中には、オリンピックよりもAKBの総選挙の方が重大だと考える者だっているんですよと、おぎやはぎ君に教えてあげたい。いっぺん会って話をするか？」と反論した。この騒動に2人とも呆れてしまい、翌週8月9日に小木が小林の代表作『おぼっちゃまくん』で使われる茶魔語から「すいま千円」と「謝罪」した(この行動に対する小林の反応は不明)。
2013年8月8日、この前日に矢作がバイク事故で骨折し、番組を欠席する予定だったが、本人の意思で冒頭にのみ出演。その後は小木と構成・鈴木工務店のトークを中心に放送された。
2015年12月31日、この日の大みそかが木曜にあたることから、特別番組『ゆく小木、くる小木、ぼく矢作』を23:30 - 25:00に放送、通常の『メガネびいき』とあわせて3時間半の生放送を行った。
2016年3月24日、この日の放送で最終回を迎えることになった『アルコ&ピースのオールナイトニッポン0』（ニッポン放送）のリスナーたちが出待ちをする為の待機場所としてニッポン放送近くのファミリーレストランに多数集結しているという情報をリスナーからのメールによって入手。この情報を知った小木と矢作の計らいにより、生放送中にTBSラジオのスタッフであるAD水野がニッポン放送の番組の出待ちをするリスナーにインタビューしに行くという局の垣根を超えた異例の事態が起こった。その後、アルコ&ピースの二人は2016年4月16日放送分にゲスト出演している。
2016年4月28日、放送回数が500回目を迎える。
2016年7月29日、番組が10年目に突入した事を記念し、番組初のオフィシャルブック『めがね』を発売。同日、めぐろパーシモンホールにて『おぎやはぎのメガネびいき 10周年記念イベント』を開催。
2016年12月30日、番組冒頭にて矢作が突然、記入済みの婚姻届を取り出し、番組内で度々登場していた「ジブリ好きの彼女」と結婚することを発表。その後、行う予定であった企画「批評年間ワースト10」を急遽取りやめ、結婚相手の女性と共に、証人として小木に署名してもらった婚姻届を区役所に提出するまでの一連をラジオ内で実況中継した。
金曜JUNK時代は時よりおぎやはぎ2人のトークを聞き、リスナーがメールテーマを提案するという方法をとっていた。その中で2人が気に入ったメールテーマを決めて改めてメールを募集していた。
スペシャルウィークの冒頭では小木もしくは矢作のどちらか1人が「オールナイトニッポン」のパロディをやることが恒例となっている（小木の場合は『オギーナイトオギッポン』というタイトルで　など）。
綾野剛、阿部真央、東出昌大は当番組のリスナーである。綾野と阿部は後に番組にゲスト出演している他（綾野は矢作に自ら出演を直談判した）、2015年1月22日のオープニングで東出が「金萬福のチャーハンの作り方を参考にしている」とテレビで発言していたことから当番組を聴いているかという話になり、放送中に東出本人から「夫婦共々一緒に聞いております」と妻の杏と2人で写った写真付きのメールが届いた。
リスナーらしいリスナーのことを理想のリスナーとして「リソナー」と呼んでいる。また、典型的なモテない人間を「クソメン」（女性の場合は「クソガール」）と呼んでいる。その他、異常に仲間意識や絆が強く団結している人たちを二人の同学年クラスにあった例から「六組軍団」、小木が10月10日に結婚した夫婦を「チームオクトーバー」と呼んでいる。
2018年3月30日、放送回数が600回目を迎えた。しかし過去にプロデューサーの宮嵜守史が『爆笑問題カーボーイ』にて放送回数を200回ほど間違えたことから「たぶん、600回」としている。
2020年2月27日、放送回数が700回目を迎えた。
2020年7月23日（24日深夜）放送分より、小木が持病であった偏頭痛の治療を兼ねて入院し番組を欠席。休業中は矢作と代理パートナー（ゲスト一覧を参照）が代わりを務めた。その後小木は同年8月13日（14日深夜）放送より復帰したが、入院した際、ステージ1の腎細胞癌が判明したため同月17日から再入院し、再度番組を欠席。復帰は9月初旬頃を予定していると報じられた。
2020年8月27日（28日深夜）放送分では矢作が体調不良のため番組を欠席（冒頭で電話出演）。先述の腎細胞癌の治療のために小木も番組を欠席していたため、番組開始以来初となるメインパーソナリティーのおぎやはぎ2人が欠席する事態となった。この時の代打は当初からゲストとして呼ばれていたchelmico、森本晋太郎（トンツカタン）、そして助っ人として出演したアルコ&ピースが務めた。
2020年9月3日（4日深夜）放送分では矢作が新型コロナウイルス感染のため番組を欠席。仕事復帰した小木を含め先週同様、メインパーソナリティーのおぎやはぎ2人が欠席（それぞれが個別に電話出演）する事態となった。代打はハライチ（岩井勇気・澤部佑）が務めた。
2022年2月4日（3日深夜）放送分。放送回数が800回目を迎えた。小木が新型コロナウイルス感染、矢作は小木の濃厚接触者のため、そろって欠席となった（矢作はリモートでの出演）。代打は山崎弘也（アンタッチャブル）、ザ・マミィが務めた。
2022年2月24日（25日深夜）放送分。新型コロナウイルス感染症の陽性反応者との濃厚接触者となり欠席した小木の代わりに岩井勇気（ハライチ）が出演。前番組である『ハライチのターン!』でも、新型コロナウイルス感染症の陽性反応者との濃厚接触者となり欠席する澤部の代わりに矢作が出演した（小木は番組冒頭のみ電話出演）。

## コーナー
新コーナーは開始の前週に告知が行われるが、多くのコーナーは宣言なく自然消滅することが多い。

### クソクソ川柳
クソメン・クソガールからのクソな日常を川柳にして送ってもらう。年間大賞に選ばれると矢作が書いた大賞の川柳に、小木が「。」を加えた掛け軸が贈られる。
- 第1回大賞（2018年）：「ボウリング　投げた球見ず　席もどる」（RN.カステラスザラメ）
- 第2回大賞（2019年）：「コタツ中　オナラで満たして　犬入れる」（RN.ノンフィクションあつみ）
- 第3回大賞（2020年）：「「さてさて」と　言ってアダルト　ビデオ見る」（RN.ガンジ・スガワ）

### 小木ゆっくり言葉
2021年7月開始。
まったく言葉の呂律が回らない小木にリハビリとしてリスナーの考えた早口言葉をゆっくり発音させるコーナー。後半は武田鉄矢をひどい目に合わせる内容が恒例と化している。二人ともゆっくり言葉でも言えなかった場合は最新語・流行させたい語コーナー内で佐々木アナに挑戦してもらう。

### たぶんたぶん
発表されるお題に応じて、ステレオタイプなあるあるネタ「たぶんたぶん」なネタを送ってもらうコーナー。

### おぎやはぎ最新語・流行させたい語大賞
新語・流行語大賞のパロディで放送内でおぎやはぎが後世に残したい放送中に出した行動、ワードを選出してもらうコーナーであるが文章のラジオネーム等からして実質週刊おぎやはぎ批評の後釜コーナーである。司会はTBSアナウンサー佐々木舞音。上記のように難しそうなゆっくり言葉は「舞音行き」として早口言葉で挑戦してもらう。その中で初めて失敗した時のリアクションと延々と失敗した言い訳を言う素の佐々木アナに大反響。「舞音メール」等のタイトルで彼女宛のメールが届くようになった。

### JRAプレゼンツ おぎやはぎの競馬びいき
2018年11月から12月の有馬記念のある週までの間の限定コーナー。おぎやはぎが競馬に関する疑問を受け付けるコーナー。2019年、2020年、2021年は5月にも行われた。

## 終了したコーナー

### のだめカンタービレとみちこスベルターニャ
ドラマ・映画・音楽などのさまざまな作品のタイトルに隠された「続き」を考えるコーナー。

### ふざくんな!のコーナー
ドラマ『女帝』（ABC・テレビ朝日系）の主人公・立花彩香の口癖である「ふざくんな!」のあとに続くセリフを募集するコーナー。ネタの紹介後、矢作が「おそらくですよ」と言ってそのセリフがどのような経緯で発せられたかを紹介する。

### ラックスプレゼンツ おぎやはぎの色眼鏡コレクション
ラックスとのタイアップで期間中、毎週行われていた企画。2008年3月8日の神戸コレクション開催前に、「神戸コレクションモデルオーディション 2008」でファイナリストに残った10人のモデルをおぎやはぎが面接するというコーナー。出演するモデルに当時番組のポッドキャストで話題になった矢作の子守唄「眠くなっちゃった」を歌ってもらっていた。またこのコーナーはポッドキャストでも視聴が可能であった。全10人の中でグランプリに選ばれた源崎トモエを除いて、おぎやはぎのメガネびいき的に一番面白かった人をリスナー投票で選んだ。その結果、当時無名だったローラ（旧名：西園寺ローラ）が選ばれコーナー終了後も何度か出演している。現在の活躍を見て二人は「ローラを一番初めに見出したのは俺たち」と語っている。
2007年
- 第1回（12月21日）：西田早希
- 第2回（12月28日）：岩下麻美

2008年
- 第3回（1月4日）：西本奈美葉
- 第4回（1月11日）：清川遥加（現・碧井理乃）
- 第5回（1月18日）：Yumi
- 第6回（1月25日）：水瀬あいみ
- 第7回（2月1日）：Alina
- 第8回（2月8日）：藤崎エリカ
- 第9回（2月15日）：源崎トモエ
- 第10回（2月22日）：西園寺ローラ（現・ローラ）

### 里見から、愛を込めて
平泉成から「声が里見浩太朗に似ている」と言われた矢作が里見の声真似をして、曲紹介をするコーナー。JUNK ZEROに移行後はコーナー自体は終了したもののこのコーナーを継承した曲紹介を引き続き行っている。

### あっち逝きなさい、小木!
リスナーから悩みを受け、それを全て霊のせいにして、小木がお払いをしてくれるコーナー。

### 週刊・2番手ニュース
新聞やテレビが扱わない「少し変なニュース」を紹介し、その内容についてトークする。

### 隠語講座
リスナーの知っている隠語とその使用例を紹介するコーナー。使用例はアナウンサーが読み上げる。

### アイツが本を出しちゃった!
様々な芸能人がどういった本を出したのかを報告してもらうコーナー。

### おぎやはぎ認定・世界遺産
世界のあまり知られていない「遺産」を発表し、おぎやはぎが世界遺産に認定する。

### スピード天然
小木を「スピード天然」という新たなキャラに鍛え上げるためのコーナー。リスナーに、小木への簡単なクエスチョンと模範解答を送ってもらい、小木がそれに瞬時にボケて答える。抜き打ち制になった。

### この異名は誰でしょう?
ある人物の「異名」をベスト3で紹介し、それが誰の異名かをお互いが当てる。3位と2位の異名は分かりづらいが、1位はほとんどそのものズバリな異名なので、1位を聞けばたいてい誰かわかる。また、このコーナーのみ、小木もリスナーからのハガキやメールを読む。（他のコーナーでは矢作のみ）

### 関係者の皆様へ
芸能人が何かあるたびにマスコミ関係者に送るFAXの中には、一切相手にされなかったものもある。そんな箸にも棒にも掛からなかったFAXを紹介するコーナー。

### 新大臣、任命!
架空の内閣を考えてもらいその内閣に就任するのは誰なのか考えてもらうコーナー。

### 自分はこんなに運がいい!
2009年当時、おぎやはぎがCM出演していたNTTドコモからもらった2009個のドコモダケをプレゼントするために始まったコーナー。
自分が運がいいと思ったエピソードを送ってもらっていた。
なお、同じくNTTドコモのCMに当時出演していた爆笑問題がパーソナリティーを務める『爆笑問題カーボーイ』との共同企画であり、『メガネびいき』で1000個、『カーボーイ』で1000個を配った。残りの9個は爆笑問題とおぎやはぎが引き取った。

### 新機能考えました
おぎやはぎがCM出演していた、白元より発売のメガネが曇らないマスク「快適ガードプロ」に負けない新機能を持ったマスクを考えるコーナー。採用者には、「快適ガードプロ」がプレゼントされていた。

### バーンノーティス
海外ドラマ『バーン・ノーティス 元スパイの逆襲』のアフレコを矢作がしたのに因んで、セリフの「よせ!」「何すんだ!」「それは･･･」で前後を作ってもらうコーナー

### 寸劇
エンディング直前に小木と矢作が寸劇を演じる。特に、矢作の「ママンシリーズ」は人気があり、2010年1月4日には「ママンシリーズ」の総集編が放送された。

### 新党結成
ある共通点をもった著名人が新党を結成したら、という妄想ネタのコーナー。矢作主導。

### キング・オブ・ドッグ 2010
JUNK再移動初回、番組スポンサーであるミニストップから差し入れられたホットドッグ「G-DOG」に目をつけたおぎやはぎが「俺らならもっといいものを作れる」と自負したことに始まったコーナー。主にリスナーからの新しいホットドッグ案や販促案などを提案してもらう。採用された「ゆずコショウうま辛ドッグ」は実際に2010年6月から期間限定で販売され、2011年2月にはごま油とネギ塩に変え「ごま油香るネギ塩ドッグ」として期間限定で販売された。

### オギップニュース
本番直前までゴシップ誌・スポーツ新聞を入念に読み込むほどのゴシップ通である小木が、自身が注目した「ゴシップニュース」を番組内で発表するコーナー。あらかじめニュースを元に原稿が用意されているが、小木は比較的高確率で読み間違いを起こしている。オープニングでは、『NEWS ZERO』（日本テレビ系）のテーマソングが流れるが、「ゼロ〜」のジングル部分が「小木〜」になっている。

### 小木の美学
小木の考える美の判断基準「小木の美学」を送ってもらうコーナー。小木が矢作の読んだ美学に判断を行う。意外と小木の基準が安易であって、美学をリスナーに見透かされている場合が多い。

### 努力は必ず報われる!
AKB48・高橋みなみが2011年の「選抜総選挙」で発言した「努力は必ず報われる」 という言葉について、小木が「それは報われた人の言い分」と苦言を呈したことが元で始まったコーナー。リスナーに小木が反論できないであろう著名人の「良い名言」を送ってもらい、それを小木が批評する。オープニング曲は、AKB48の「チャンスの順番」が使用されている。ジングルは「加藤浩次の吠え魂」の、「今週の教え」のコーナーと同じジングルが使用されている。

### それが、今の○○です
昼のラジオ番組でよくある「それが、今の○○です」で終わる内容のメールを送ってもらうコーナー。矢作が、投稿されたメールの束からランダムに選んで紹介する。

### Message from クソメン＆クソガール
2016年2月18日のスペシャルウィークにて募集された『兼ちゃんバーガー「いらっしゃいませ」コレクション』を気に入ったおぎやはぎが、新たにリスナーから声を募集したいと考えて始まったコーナー。各テーマに添って小木、または矢作に送る留守電メッセージの体で録音された音声を聞き比べ、一番に選ばれた投稿者には「留守電への返信」という体の音声が小木または矢作から贈られる。音声を録音する際には「一発録音」「やり直し不可」というルールがある。同年10月28日放送分を持って終了。

### 明日のクソステーション
「2番手ニュース」「オギップニュース」に次ぐニュース系コーナー。ブログでの芸能人のオフ報告、おしゃれやイメチェンに対するフォロワーの反応等ゴシップ以下のどうでもいいレベルのマスコミ記事を送ってもらい、小木に普通のニュースかクソニュースか判定してもらう。しかし、今度は当番組での発言が記事になってしまったため放送後、番組での発言がどんな記事がなるか予想する「あしたのクソステーション」に変更された。BGMは「報道ステーション」のものを使用。

### ○時○○分に出たタケシ
『天才・たけしの元気が出るテレビ!!』（日本テレビ系）の人気コーナー「たけしメモ」のパロディ。「こんな○○は嫌だ」のネタをリスナーから募集し、小木がビートたけしのモノマネをしながら読み上げる。小木によるたけしのモノマネはあまり似ておらず、何かにつけて「バカヤロー」しか言わない上、ネタを噛んだり読み間違えたりすることが多々あるため、「週刊・おぎやはぎ批評」でも度々ネタにされている。ネタの採用者はコーナーの最後にまとめて発表される。当初のタイトルは『2時に出るタケシ』 で、深夜2時になると必ず『元気が出るテレビ!!』のテーマ曲が流れ、コーナーが始まっていたが、2013年春に現在のタイトルに変更されてからは必ずしも2時丁度ではなくなり、小木が『○時○○分ごろに出るタケシ』となったあと、現在は『○時○○分に出たタケシ』と言ってコーナーが始まっている。元々は雨上がり決死隊がゲストの放送で、『雨上がり決死隊べしゃりブリンッ!』での「2時のコーナー」が行われ、それに影響されて始まった。

### 君の名は!?〜What your name?〜
○○っぽい名前を送ってもらうコーナー。宮嵜プロデューサーの度の過ぎたタイトルコールが注目され始め、いつの間にかタイトルコール案が投稿されているが、それ自体に関してもまともに言っていない。単純なコーナーであるが、いい感じに流行りが変化するため、なかなかやめられないらしく、金曜JUNK時代から続いている長寿コーナーであった。

### 小木ンポ45°
小木が興奮するであろうHなシチュエーションをリスナーから募集し、その内容で興奮できるかどうかを小木が判定する。コーナー名の由来は、小木が興奮すると自身のチンポ（通称「小木ンポ」）が45度にそそり立つことから。近年では全く行われなくなったが、このコーナーのファンである綾野剛がゲストに来た際には必ず行われるコーナーとなっている。

### クソメン・クソガール・レポート
クソメン・クソガール（番組リスナー）の悩み、目撃談など、誰かに言いたいけど言う相手がいない、そんな『報告』を募集するコーナー。

### プラぽん
リスナーが考えた「哲学っぽいオリジナルの言葉」を、おぎやはぎの二人が「哲学」として読み解き、探求するコーナー。コーナー名の由来は哲学者のプラトンと、NMB48の須藤凜々花の愛称である「りりぽん」を組み合わせた造語。

### もしもチ○ポがついてたら
2018年2月開始。俳優やタレント、アスリートなどの有名人ではなく、伝説の生き物（河童、フランケンシュタインなど）のチ○ポを想像し、それはどんなチ○ポをなのかを想像するコーナー。

### スター炎上予報
『明日のクソステーション』に代わって開始されたコーナー。2016年11月開始。メディア、ソーシャルネットワークなどでの不適切な発言から発生する、世の中の無駄な炎上を防ぐために、これから起こりそうな『炎上発言』を予想するコーナー。おぎやはぎの場合は架空のメガネびいきやバイキングの放送内容が投稿されていた。2019年2月2日放送分にて終了。

### あゆの解禁情報
『何時に出るかわからないタケシ』に代わって開始されたコーナー。浜崎あゆみの曲『Boys & Girls』に合わせ、小木が浜崎のモノマネをしながら、リスナーから送られてきた『解禁した物、事象』などを紹介するコーナー。2019年2月2日放送分にて終了。

### 何時に降臨するか分からない美輪
2019年2月、『あゆの解禁情報』に代わって開始。リソナーのお悩みを小木のモノマネによる『美輪さん』が救いのお言葉で応えてくれるコーナー。

### 小木島ヒロシ
2019年10月、『何時に降臨するか分からない美輪』に代わって開始。リソナーの体のお悩みを小木のモノマネによる『小木島ヒロシ』が自身の秘訣で応えてくれるコーナー。投稿は無く、秘訣は目が疲れたら目を閉じる、突然の下痢には指浣腸で肛門を塞ぐなど直接的。2020年9月で終了し、「何時に～」のコーナーも終了となった。

### 代々木サバイバー
2019年2月開始。『もしも芸能人が自分のラジオネームを考えたら、どんなラジオネームにするのか』を募集する。タイトルはおぎやはぎの二人が考えた自分のラジオネームである『代々木の女王（小木）』と『ウォーターサバイバー（矢作）』を組み合わせたもの。2020年10月30日放送分にて終了。

### シゲオ
2020年11月開始。矢作が出演しているTBS系ドラマ『恋する母たち』の中で、矢作演じる小説家の「林シゲオ」が執筆している作品のタイトルを募集するコーナー。2020年12月終了。

### 今日この頃
2021年1月開始。その月にふさわしい一言から始まる挨拶「〇〇な今日この頃」の「〇〇」部分を募集するコーナー。同年6月終了。

### 君が作る妄想学園
リスナーが妄想した学園シチュエーションを募集するコーナー。当初は有名人とこうなってほしい、されてほしいという自分視点の願望を投稿していたが、おぎやはぎの場合は第三者視点による壁ドン等男らしいアプローチをする小木とそれに振り回され四六時中彼の事で頭がいっぱいになってしまう矢作、体育教師の加藤浩次先生、小木と付き合っているという劇団ひとりと妄想シチュエーションが紹介されると、ネタコーナーに変化した。
- 2020年6月11日放送分にて開催された企画『妄想学園』が好評だった為、コーナー化した。

### 小木監督
2021年1月開始。
ドラマ「全裸監督」のモデルとなった村西とおる監督を超える「鬼才」と一部界隈で呼ばれる小木監督の特徴を募集するコーナー。

### 週刊・おぎやはぎ批評
木曜JUNKに移動して始まったコーナー。「聴取者の皆さまから寄せられた番組へのご意見・ご要望を紹介し、よりよい番組づくりによる、放送文化の向上を目指し、パーソナリティである、おぎやはぎへ自己批評を促します」というのをモットーとしたコーナー。放送局の自己批評番組 のパロディであり、主に「○時○○分、小木・矢作がこう言い間違えていた」とおぎやはぎの「噛み」や言い間違いなどを指摘しているが、中には「話し声がそう聞こえる」というだけでスタジオ内に「動物がいる疑惑」や番組中におぎやはぎの2人が「性行為をしている疑惑」など言いがかりもある。ナレーションは升田尚宏（当時TBSアナウンサー。のちTBSテレビ事業局赤坂サカス推進部等所属）、一時は升田の異動に伴いTBSアナウンサーが週替わりで担当していた。2022年6月9日に升田が急逝したことに伴い事実上打ち切りとなった。
升田は開始当初は真面目に進行していたが、段々と前置きでふざけるようになり、回を追うごとに前置きの時間も長くなり、リスナーからも批評の前に「私、いつも○○しながら聞いている者ですが～」と珍妙な自己紹介がされたり、最末期には「矢作、昔力士で土俵で逃げ回る様子から四股名『細鼠』だったよな？」と言う投稿からおぎやはぎの架空の経歴が紹介された。稀にリスナーからの批評を紹介せず、前置きだけでコーナーが終わってしまうこともある。なお、年内最終放送日には1年間に紹介された批評の中から特にひどかった「ワースト10」が紹介される。コーナー内のBGMは以下のようなクラシックが使われている。
コーナー使用曲
- 「華麗なる大円舞曲」（ショパン作曲）コーナーのテーマBGM
- 「メヌエットト長調」（ベートーヴェン作曲）
- 「ベルガマスク組曲 4.パスピエ」（ドビュッシー作曲）
- 「金婚式」（ガブリエル・マリ作曲）

### ネットで調べました
前週で発表されたテーマに対しインターネットで調べた情報が1つしか来なかった物を紹介するコーナー。

### 何をしてるの？森星ちゃん
番組ロケで小木が吉高由里子から推しを変えた森星の好きになった行動を紹介するコーナー。森星の他、森喜朗、森進一など名字に「森」が付く有名人の行動を紹介するメールが送られてくることもある。番組内で森星の話題が出なくなったこともあり、2024年3月21日放送分にて終了。

### 一緒哲也
2024年3月28日放送分より開始。ニュース番組で「ゴールキーパーは何回防いでも1回のゴールばかり責められる。ニュースの天気予報と一緒」と発言した事がきっかけで発足されたコーナー。リスナーから「靴屋の店員と、春先の風は、しつこさが一緒。」というように一緒に感じていることを募集する。小木がリスナーと同じ意見だと判定したら「おはようございます！一緒哲也です！」、違っていたら「全然違うよ！小木博明です！」、上手い回答だったら「うーまいける！」と判定のジングルがそれぞれ流される。2025年2月28日放送分にて、あまりにも「うーまいける！」が横行しすぎたため終了。

### その他

#### オギーナイトオギッポン
小木にMCをやらせてみるとどうなるのか試してみる企画。基本的にスペシャルウィークのオープニングで行う。放送の時間帯にちなみ、テーマ曲として『オールナイトニッポン』（ニッポン放送系）のテーマ曲「BITTERSWEET SAMBA」をバックに小木が勝手にラップ調の歌詞をつけて歌う。小木は「何時に出るかわからないタケシ」と同様、全編ビートたけしの声マネで行う。

#### オギーチ・ヤハギーチ
どちらも始まる前に、リスナーから、「（直前の話の内容）なんかどうでもいいんです。僕が聞きたいのは、オギーチ（ヤハギーチ）です」と言うメールが来て、終わったあとに「ヤハギーチ（オギーチ）最高」などと褒めるメール(褒メール)がくる。
現在はやっていない。

##### オギーチ
矢作の生き別れた父親（渡辺さん）が現在河口湖で猿回しをしているらしいという話から発展して、矢作の父の居場所を小木がリサーチする通称「オギーチ」が行われている（#外部リンクを参照）。調査方法が遠回りなので矢作からは不評だが、リスナーや加藤浩次からは好評である。
これまでのオギーチが一段落したため、矢作の学生時代のことについてオギーチが行われている。矢作の文集に載っていた、チーズドッグについてオギーチしていた。
また、おぎやはぎのファン第1号を調べていたが、情報が少ないため、林カントリーに切り替わった。

##### ヤハギーチ（通称ハギーチ）
オギーチに対抗し、矢作は「ヤハギーチ」（略してハギーチ）を立ち上げ、沢尻会と長澤会の抗争について調査していたがなんらかの事情で無くなった。2010年に久しぶりにTwitterで登場した「偽矢作調査」で登場。

#### Eライン
記者会見にて「当たり障りのないコメントを述べるにはどうしたらいいだろうか?」と言うことで、ちょうどいいいいコメントの境界をさがす。

#### 朝ごはん
突如、おぎやはぎの間で「朝ごはんを食べることにメリットがあるのか」と話が盛り上がり、朝ごはんを食べたらどんなことが起きたのか送ってもらう。最後に専門家の格言を聞く。

#### 予告乱入
おぎやはぎがゲストを放送中に「乱入する形で」と話してスタジオから追い出しトーク中に勢い良くスタジオに登場させたり、「ゲストが乱入する形でやってきます」とおぎやはぎがバラし、ゲストがどういう風に登場してくるかを見守る。

#### 小木クイズ
矢作がトーク中にランキングの話になると時々ランキング一位を当てるクイズ。小木は非常にプライドが高くリスナーから知ったかぶりをしていたとバカにされたくなく、何とか矢作に聞いて一位が解るヒントを言わせようとするやりとりが延々と続く。

#### 流行語大賞予想対決
加藤浩次の吠え魂で行われていた流行語大賞予想企画を引き継ぐ形で始まり、ノミネートとなった候補から10個選び（重複可能）一つ当たる毎に1ポイント、大賞には10ポイントが加算されポイントの総得点数の高い方が勝利、負けたら罰ゲームで自腹プレゼント。小木は時事や流行に全く興味がなく知ったかぶりをしては意味を教えてもらうと、やっぱり入れたいと申し出て矢作をあきれさせる。

## スペシャルウィーク企画
- 加藤浩次の吠え魂とぶち抜き3時間SP（2007/4/13）
- 最強動物決定戦（2007/4/20）
- 品川庄司と芸人ゴシップ大捜査（2007/6/15）
- 荒俣宏とオカルトSP（2007/6/22）
- ユカー・ポッターが魔法をかけちゃうぞSP（2007/8/24）
- 復活!金曜JUNK恒例!3時間ぶち抜き化けレポート（2007/8/31）
- 山ちゃんのテレフォンチャレンジ（2007/10/19）
- 年末だ!ダイナマイト・エクスタシー!!（2007/12/14）
- 小木は小林恵美にキスできるのか!（2008/2/22）
- 昭和のいるこいる師匠に悩み相談（2008/4/18）
- メガネびいき杯・女だらけの大喜利バトル!（2008/4/25）
- 第2回ダイナマイトエクスタシー（2008/6/13）
- 偉人の逸話伝言バトル・スポーツ編（2008/6/20）
- あっち逝きなさい!荒俣!夏の妖怪お払いSP!!（2008/8/29）
- 世界のナベアツ登場!君の名は?芸人vsリスナー!〜夏の陣〜（2008/9/5）
- KING OF JUNK ZERO（2008/10/20,21） - 月曜JUNKZERO「バナナマンのバナナムーン」とのコラボレーション
- ダイナマイトディエットフレンド（2009/12/15）
- 君の名は?芸人vsリスナー!（2010/02/16）
- アンタッチャブル山崎勝手に登場SP（2010/04/22）
- オギードキスカップ2010（2010/06/24）
- オギーナイトオギッポン"コール&レスポンス"バージョン（2010/08/26）
- ゴースト小木スターズ（2010/10/21） - ゴーストバスターズのパロディ企画。
- 東京オギニーランド（2011/2/24） - 東京ディズニーランドのパロディ企画。
- オギーチVS吉田ゴーチ 〜芸能界No.1徹底調査対決!（2011/4/21）
- リポーター質問ぶっこみ対決!（2011/6/16）
- 夏の乱入フェス2011（2011/8/25）
- 雨上がり決死隊登場スペシャル！（2011/10/20）
- 仁義なきウルトラ早押しクイズ対決!（2011/12/15） - 能勢一幸との早押しクイズ対決。
- 魔法小木おぎか☆オギダ（2012/2/23）- 魔法少女まどか☆マギカのパロディ企画。
- オギ音ミク vs 森山直太朗 即興ソング対決 （2012/4/19）- 初音ミクのパロディ企画。
- チャーハンとエロス 奇跡の融合スペシャル（2012/6/14）
- ダイナマイト・メンズ・エクスタシー（2012/8/23）
- いろんなプルギスオーディション（2012/10/18）- 『魔法少女まどか☆マギカ』のパロディ企画。
- ザキヤマサンタ 史上最高のクリスマステレフォン（2012/12/13）
- まさかのセクシーバラエティ 正解するまで感じま10!（2013/2/21）
- ラジオ“愛”月間!聴いてるか、アメリカ!?（2013/4/18）
- 俺たちだってヤレるはず!クソメンが選ぶアイドル妄想総選挙!!（2013/6/13）
- クロコーチ長瀬VSオギコーチ小木の美学対決（2013/10/24）
- OCHINPONグランプリ（2013/12/12）
- クレーム上等スペシャル（2014/2/20）
- バイキングを救え!おぎやはぎMC力向上プロジェクト!（2014/4/17）
- 第2回俺たちだってヤれるはず!クソメンが選ぶアイドル妄想総選挙（2014/6/12）
- 気持ちは26時間ラジオ〜武器はラジオ･･･だと思う〜（2014/8/28） - 金曜JUNK「バナナマンのバナナムーンGOLD」とのコラボレーション
- 第4回ダイナマイトエクスタシー（2014/10/23）
- 第2回ザキヤマサンタ 史上最高のクリスマステレフォン（2014/12/11）
- 小木博明のメガネびいき（2015/2/19）
- 今夜はディスらナイト（2015/4/23）
- 第3回俺たちだってヤれるはず!クソメンが選ぶアイドル妄想総選挙（2015/6/11）
- 「女性の皆さん、ビショビショになって、いいんだよ」（2015/8/27）
- オールザキヤマ感謝祭（2015/10/22）
- 第5回ダイナマイトエクスタシー（2015/12/17）
- 夢のけんちゃんバーガー・スペシャル（2016/2/18）
- メガネびいき500回直前記念SP！ありがとう、おぎやはぎ！（2016/4/21）
- 第4回俺たちだってヤれるはず!クソメンが選ぶアイドル妄想総選挙（2016/6/16）
- アルコ&ピースと“調味料は地球を救う！”（2016/8/25）
- 「オンナたちよ、今こそ小木の魅力に気づくがいい！！」（2016/10/21）
- 第6回ダイナマイトエクスタシー（2016/12/15）
- 「皆の者よ、知るがいい！矢作は絶対、カリスマだ！！！」（2017/2/23）
- 千葉雄大戦争　おぎやはぎvsハライチ岩井 ～澤部はいらないＳＰ～（2017/4/20）
- 第5回俺たちだってヤれるはず!クソメンが選ぶアイドル妄想総選挙（2017/6/16）
- 「広い心は地球を救う」（2017/8/25）
- ザキヤマ歌謡祭（2017/10/20）
- 第7回ダイナマイトエクスタシー（2017/12/15）
- ギョウザ・DE・ナイト（2018/3/2）
- やけくそバカ祭り！この音、なんだクイズ！！（2018/4/20）
- 第6回俺たちだってヤれるはず!クソメンが選ぶアイドル妄想総選挙（2017/6/15）
- 「手島は地球を救う！」（2018/8/3）
- ザキヤマ・プレゼンツ！「矢作は恥だが役に立つ」（2018/10/19）

※現在はTBSラジオの方針変更により他局でスペシャルウィークに当たる週はゲストを呼んでいる。

## ゲスト
- 長瀬智也（TOKIO）
- 児嶋一哉（アンジャッシュ/別名：リーク児嶋）
- バナナマン（過去にスペシャルウイーク2週間前のゲストとして呼ばれる時期があった）
- YOKO（レゲエダンサーの肩書きを持つAV女優）
- 森山直太朗
- 加藤浩次（極楽とんぼ/別名：パイプカット浩次）
- アンガールズ
- 藤本美貴
- ガレッジセール
- 関根勤
- 品川庄司
- 荒俣宏
- マッコイ斎藤（テレビ番組ディレクター・映画監督）
- 小阪由佳（別名：ユカーポッター）
- アンタッチャブル ※コンビでの出演は今のところ1度もない。
  - 山崎弘也
  - 柴田英嗣
- 範田紗々
- 原幹恵
- 西川史子
- 北條真紀子（ショップチャンネルのキャスター）
- 小林恵美
- 昭和のいる・こいる
- 辰巳奈都子
- 長澤つぐみ
- ヒデ（ペナルティ）
- 生島淳
- 森山奈歩（本名：小木奈歩/2011年8月18日、次週放送する乱入企画の告知中に乱入。それ以前にもジングルなどでも声は聞く事ができる。2012年2月23日、魔法小木おぎか☆オギダで出演。）
- 飯塚悟志（東京03、元々スタジオ見学だったがそのままゲスト出演。その日の放送は番組終了まで出演した。）
- 世界のナベアツ
- Rio
- 浜田ブリトニー
- 電気グルーヴ
- miwa
- 恵比寿マスカッツ
  - 麻美ゆま
  - Rio
  - 初音みのり
  - 希志あいの
  - かすみ果穂
- 博多華丸・大吉
- 有吉弘行
- 喜多村英梨（2011年2月24日、オギニーランドでの小木の相手役。2012年2月23日、魔法小木おぎか☆オギダでの美樹さやか役で事前収録での出演）
- 雨上がり決死隊
- 山里亮太 （2012年2月23日、魔法小木おぎか☆オギダの解説。2012年10月18日、いろんなプルギスオーディションにてエントリーナンバー１ 山プルギスとして。2016年1月1日、渋谷からの中継で）
- 悠木碧（2012年2月23日、魔法小木おぎか☆オギダ・2012年10月18日、いろんなプルギスオーディションでの鹿目まどか役）
- 斎藤千和（2012年2月23日、魔法小木おぎか☆オギダ・2012年10月18日、いろんなプルギスオーディションでの暁美ほむら役で事前収録での出演）
- スギちゃん
- トータルテンボス
- サンドウィッチマン
- 金萬福（2012年6月14日、チャーハンとエロス 奇跡の融合スペシャルにて矢作にチャーハン作りを教えるため登場。2012年10月18日、いろんなプルギスオーディションにてエントリーナンバー３ 金プルギスとして）
- 堤下敦（インパルス）
- 田中卓志（アンガールズ）
- 塚地武雅（ドランクドラゴン）
- 武井壮
- 加藤英美里（2012年10月18日、いろんなプルギスオーディションでのキュゥべえ役で事前収録での出演）
- 壇蜜
- ケンドーコバヤシ
- 佐久間宣行（「ゴッドタン」演出・テレビ東京プロデューサー）
- 松丸友紀（テレビ東京アナウンサー）
- イジリー岡田
- 大水洋介（ラバーガール）（ポッドキャストのみ出演）
- かもめんたる（オークラサボリ事件の当時の証言者として出演）
- 小島よしお （オークラサボリ事件の当時の証言者として出演）
- 綾野剛（出演の際は番組冒頭で綾野のみが喋る「綾野つなぎ」が恒例となっている）
- バイきんぐ
- 上島竜兵（ダチョウ倶楽部）
- 阿部真央
- カンニング竹山
- 蒼井そら
- 浜野謙太
- 白石茉莉奈
- 小島みなみ
- 橋本マナミ
- 菊地亜美
- おのののか
- 藤本敏史（FUJIWARA）
- 森山良子（小木の妻である森山奈歩の母親）
- Charisma.com
- 川島明（麒麟）
- 黒沢かずこ（森三中）
- 紗倉まな
- 今野杏南
- ハライチ（2015年12月31日に放送された年跨ぎ特番「ゆく小木、くる小木、ぼく矢作」に出演し、そのまま本放送に跨いで番組終了まで出演。）
- 太田光（爆笑問題、2015年12月31日に放送された年跨ぎ特番「ゆく小木、くる小木、ぼく矢作」の番組後半に乱入し、そのまま本放送のOPに跨いで出演。）
- いけだてつや
- 小嶋陽菜（2015年12月31日に、AKB48が出演したTBSの『正月特番』終了後に出演。小嶋が購入した高級おせち料理を出演者に振る舞った。）
- ニューヨーク
- 白石麻衣（乃木坂46）
- 毒蝮三太夫、大沢悠里、宇多丸（RHYMESTER）、生島ヒロシ、佐野元春、久米宏、加山雄三[注 7]。
- アルコ&ピース（2016年4月14日、2016年8月25日、2020年8月27日）
- 宇垣美里（番組見学として出演。また、2016年10月21日のスペシャルウィークの番組終盤に再び出演。）
- 千葉雄大
- ダレノガレ明美
- 矢口真里
- 内田誠彦（番組スポンサーでもある「中外製薬」の広報部長）
- 中村静香
- 緒奈もえ
- 松井咲子
- バービー（フォーリンラブ）
- 二階堂ふみ
- 田村亮（ロンドンブーツ1号2号）
- 恵比寿★マスカッツ
  - 古川いおり
  - 夏目花実
  - 三上悠亜
- 高橋しょう子
- 筧美和子
- キンタロー。
- クロちゃん（安田大サーカス）
- 手島優
- りちゃこ（バニラビーンズ）
- 岡村隆史（ナインティナイン[注 8]）
- キートン
- chelmico
- 池田めぐみ
- 石橋貴明（とんねるず、2020年6月19日）
- アイクぬわら、森田哲矢（さらば青春の光、2020年7月24日[注 9]）
- ハライチ（おぎやはぎからは「ハライチ兄弟」と呼ばれている。）（2020年7月31日[注 10]、9月4日[22]）
- ザ・マミィ（2020年8月6日）
- 森本晋太郎（トンツカタン、2020年8月27日[注 11]）
- ナインティナイン・aiko（2020年10月23日）[注 12]
- 吉住
- 鷲見玲奈
- 真空ジェシカ・ちゃんぴおんず（2023年1月12日）
- 野田クリスタル（マヂカルラブリー、2025年5月1日）[注 13]）

## 作品

### 書籍
- TBSラジオ『JUNK おぎやはぎのメガネびいき』オフィシャルブック『めがね』（タツミムック、2016年7月29日）

## イベント
- 『おぎやはぎのメガネびいき 10周年記念イベント』(2016年7月29日 会場：めぐろパーシモンホール 大ホール)

2016年、番組が金曜JUNK枠より放送を開始してから、10年目を迎えることを記念し開催された番組初のイベント。
出演はおぎやはぎ。ゲストは森山直太朗、Charisma.com、金萬福、山里亮太、おのののか、岩井勇気（ハライチ）、かずこさん（仮名）。

## テーマソング
- オープニング
  - Rally（Mansfield） ※ 第1回放送より
- エンディング
  - Let's Dance (Get On Up) Funky Child（National Rare Groove） ※ 第2回放送より

## スタッフ
前番組『極楽とんぼの吠え魂』のスタッフ多くがそのまま当番組に移行している。
プロデューサー
- 池田卓生(2010年4月 - 2012年3月)
- 宮嵜守史(2012年4月 - )

おぎやはぎからは「ヒゲちゃん」と呼ばれている。放送開始から2015年3月まではディレクターを担当しており、プロデューサーに就任してからは兼任していた。
ディレクター
- 福田展大（2015年4月 - ）

おぎやはぎからは「徹さん」（顔が俳優の渡辺徹に似ているため） と呼ばれている。
- エノモト（2021年1月 - ）

おぎやはぎからは「七三（しちさん）」と呼ばれている。
ミキサー
- 新籾洋介

構成
- 鈴木工務店

おぎやはぎと一緒にスタジオに入っており、笑い声やフォローを入れている。おぎやはぎと一緒にトークをすることも多い。
- オークラ

公私ともにおぎやはぎと交流がある。
木曜日移動前はスタジオに入っていたが、移動後は『はねるのトびら』の打ち合わせと時間が被るため直接放送には参加しておらず、『はねるのトびら』終了後は不定期で参加している。
- 永井ふわふわ（ - 2017年3月）

オークラと永井は『バナナマンのバナナムーンGOLD』の構成を兼任している。
- 水野仁嗣

おぎやはぎからは「童貞」と呼ばれている。
2017年4月6日放送よりADからサブ作家へと転身。
鈴木工務店不在時はスタジオに入る。
- 安達健介

木梨の会。放送作家オーディションにより2018年11月15日から作家見習いとなる。
かつてはこの番組のリスナーでメール投稿をしていた。
現在はYoutube『矢作とアイクの英会話』でも作家を務める。
AD
- 志村史月（2016年10月 -2019年3月）

おぎやはぎからは「筋肉」と呼ばれている。
2019年3月28日の放送をもって番組のADを卒業。
- 亀山真帆（ - 2022年3月）

女性。放送中におぎやはぎから女性側の意見を求められる事がある。
2022年3月24日の放送をもって番組のADを卒業したが、翌週も登場し番組卒業の経緯（『パンサー向井の＃ふらっと』への異動）と番組への感謝を涙声で語った。

## ポッドキャスト
本編終了後のトークが聴ける。また、本編で読まれなかったメールも、ポッドキャストで紹介される。後に2016年6月16日放送分にて、6月末においてポッドキャストによる配信を終了し「TBSラジオクラウド」に移行することを発表。配信内容も変更され、本編のディレクターズカット版を配信している。